# Jef Huygh
L’architecte belge (flamand) Hendrik Jozef Huygh, connu sous le nom de Jef Huygh (Reet, comm. de Rumst, 1885 ― Anvers, 1946), dessina les plans d’édifices religieux, de bâtiments scolaires et de maisons d’habitation, conçus quelquefois dans le style Art déco, rarement dans le style dit éclectique, et souvent dans un style très personnel né de l’intégration de styles historiques et régionaux traditionnels et de tendances architecturales contemporaines, en particulier l’Art déco et l’école d’Amsterdam. Sa réalisation la plus illustre est la monumentale église Saint-Laurent d’Anvers, commencée en 1932, et combinant Art déco et néo-byzantin.

## Biographie
Hendrik Jozef Huygh naquit le 29 mars 1885 à Reet, dans l’actuelle commune de Rumst, à une dizaine de kilomètres au sud d’Anvers. Son père, entrepreneur et menuisier de son état, emmena son fils dans son atelier, où, dès l’âge de treize ans, il s’initia au métier. Après avoir fréquenté les cours du soir à l’école de dessin de Boom, il travailla à partir de dix-sept ans comme dessinateur, d’abord auprès de l’architecte Wagemans, puis auprès d’Ernest Dieltiens à Anvers, tout en poursuivant concomitamment, en cours du soir, des études d’architecture à l’Académie des Beaux-Arts d’Anvers entre 1902 et 1906. Ayant achevé ces études avec distinction, un accueil festif lui fut réservé lors de sa rentrée au village natal. Il obtint le prix de Rome en 1911, et pendant les voyages qu’il fit à cette occasion, s’intéressa plus particulièrement à l’architecture chrétienne des temps primitifs en Italie, et séjourna par ailleurs longuement dans le midi de l’Espagne.

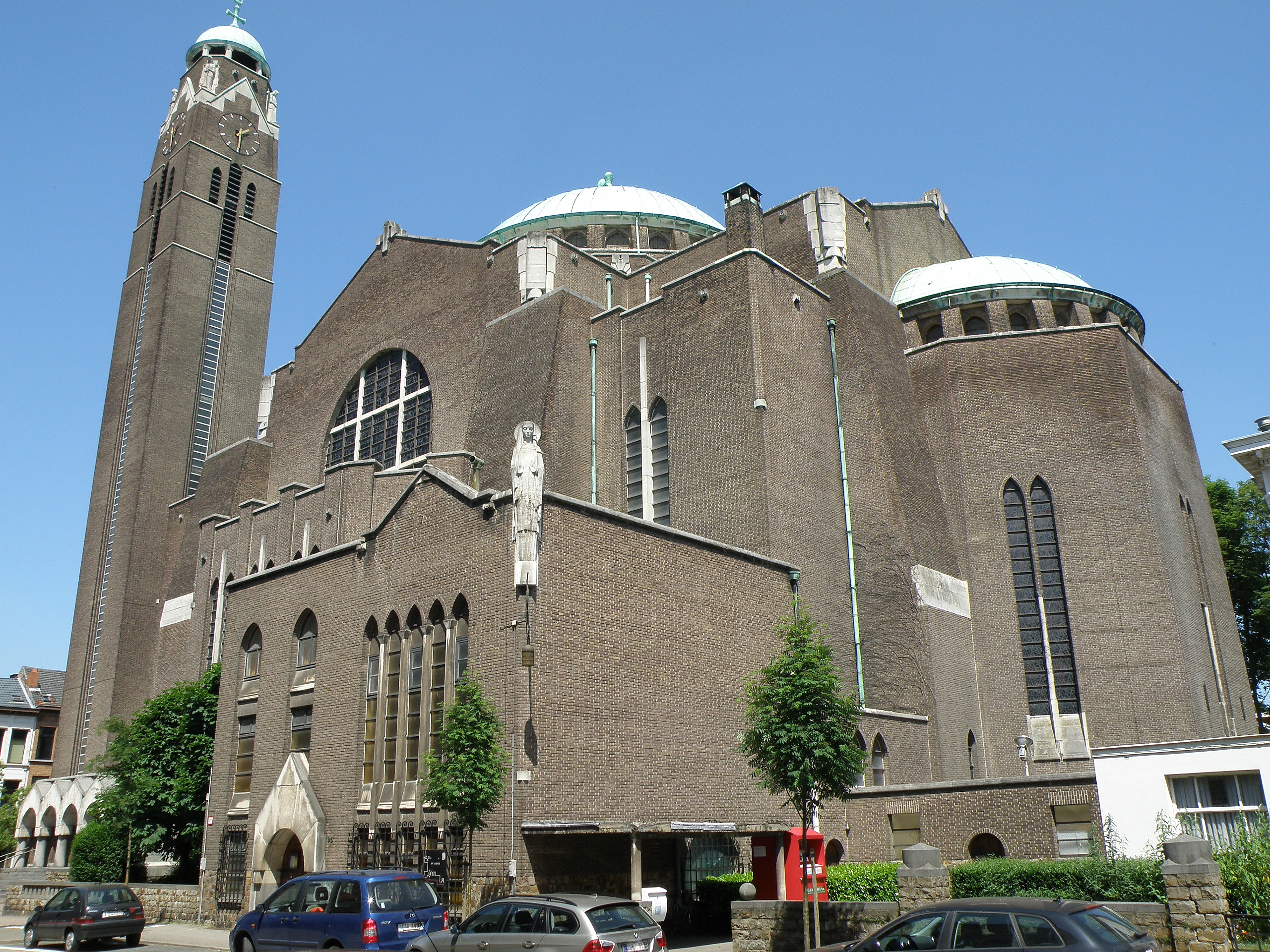
Église Saint-Laurent d'Anvers.

Après la Première Guerre mondiale, il s’associa avec les Dieltiens père et fils (c.à.d. Ernest et Maurice), et commença vers la même époque à collaborer avec le peintre et architecte Flor Van Reeth, notamment pour l’aménagement d’une cité-jardin dans la banlieue de Lierre. En 1921, il fut nommé professeur à l’Académie Royale d’Anvers, et continua d’y enseigner jusqu’à sa mort en 1946. Devenu architecte indépendant depuis 1923, il livra les plans de maisons individuelles, d’immeubles à appartements, d’églises, dont une monumentale, l’église Saint-Laurent à Anvers, et de bâtiments scolaires, tous situés dans la partie occidentale de la province d’Anvers ou dans la ville d’Anvers elle-même. 
S’il mania le style Art déco, et à de rares occasions le style éclectique, il parvint cependant à élaborer un idiome architectural propre en intégrant dans les tendances artistiques de l'entre-deux-guerres (Art déco, école d'Amsterdam) une palette de styles historiques (art byzantin, architecture italienne primitive) et régionaux traditionnels. Il fut un des animateurs du mouvement De Pelgrim, fondé en 1924 dans le béguinage de Lierre par Felix Timmermans, Flor Van Reeth et Ernest Van der Hallen, en vue d’un renouveau du catholicisme par le moyen de l’art ; ce mouvement, auquel se joindront plusieurs autres personnalités flamandes du domaine intellectuel et culturel, telles que Marie-Élisabeth Belpaire, Paul Joostens et Gerard Walschap, s’inspirant du mouvement Arts & Crafts de John Ruskin, et tâchant de trouver un équilibre entre forme et technique, s’appliquait à propager une architecture d’atmosphère, conforme, tant pour le matériau choisi que pour la morphologie, au génie local, soit, en l’espèce, au catholicisme flamand ; après une exposition impressionnante en 1927, et une autre en 1930, dont le retentissement fut beaucoup moindre, le groupe fut assez rapidement dissous. 
Avec son épouse, de qui il eut huit enfants, Jef Huygh vécut de 1924 jusqu’à sa mort dans la maison dénommée Lianahalle, qu’il s’était fait construire, dans un style difficilement classable, sur la Boekenberglei à Deurne, dans la moyenne banlieue anversoise.

## Réalisations

### Églises

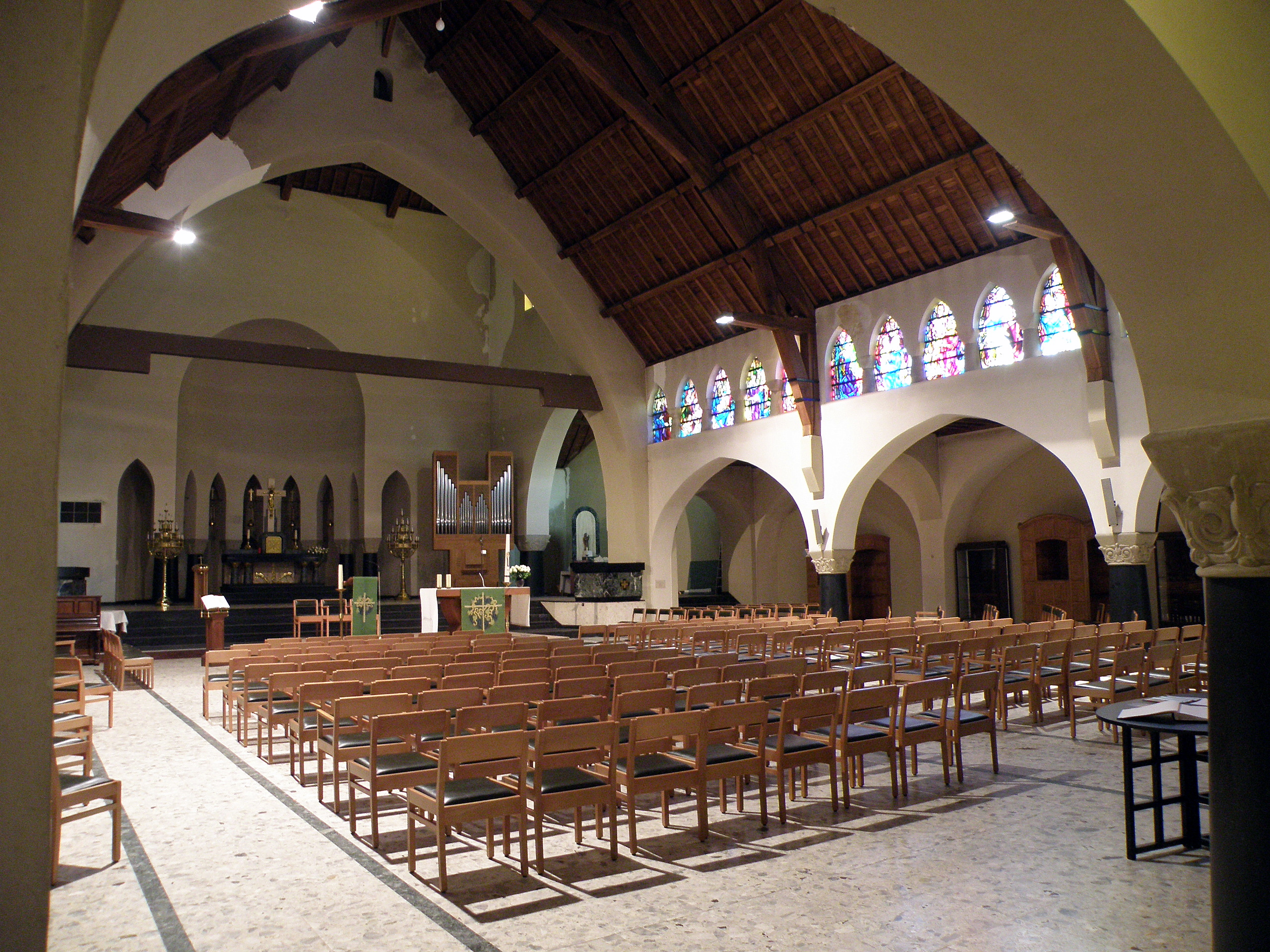
Église Saint-Joseph de Deurne, vue intérieure.

La monumentale église Saint-Laurent d’Anvers (en néerl. Sint-Laurentiuskerk) est sans conteste son œuvre majeure. Cet édifice de brique, construit de 1932 à 1941 sur un plan central, quasi rectangulaire, se compose : d’une nef rectangulaire de style néo-byzantin, fermée au nord et au sud par un mur à trois pans, et surmontée d’une coupole centrale en cuivre ; d’un chœur d’une travée clos par un mur à trois pans et couvert d’une demi-coupole de cuivre ; d’un baptistère (devenu chapelle de semaine) ; d’un atrium rectangulaire côté nord ; et d’un clocher Art déco hors-œuvre, se dressant à l’angle nord-ouest, haut de 65m. À l’intérieur, des colonnes en imitation marbre, groupées deux par deux, se terminant par des chapiteaux en pyramides tronquées renversées, surmontés de bas-reliefs massifs (taureaux, figures masculines d’inspiration assyrienne etc.) de la main du sculpteur Rik Sauter, supportent la coupole. Une tribune circulaire, à balustrade d’imitation marbre, ceint l’espace central. Cet intérieur remarquable se signale également par ses vitraux, des vitraillistes Frans Slypen, Joan Collette et Eugène Yoors, par son lustre, cerceau de 22m de diamètre, suspendu à la coupole, par ses tableaux du XVIIe siècle, récupérés de l’ancienne église Saint-Laurent, etc.
L’église Saint-Joseph de Deurne (Sint-Jozefkerk), édifiée entre 1933 et 1936, est le fruit de la collaboration de Jef Huygh et de l’architecte et peintre Florent Van Reeth. Inspiré de l’église de la Sainte-Famille de Tilbourg, datée de 1925 (démolie en 1972), l’édifice développe un style singulier s’appuyant d’une part, par ses formes trapézoïdales, ses colonnes ramassées, la décoration de sa façade, le déambulatoire du chœur, sur l’architecture chrétienne italienne primitive, et d’autre part, par son caractère massif et l’emploi de la brique, sur l’école d’Amsterdam. De plan basilical rectangulaire, l’église comporte : une nef centrale de trois travées, couverte d’une impressionnante charpente apparente, et flanquée de collatéraux sous toit plat ; une tour massive trapézoïdale, à toiture en croupe ; et un chœur, surélevé par rapport à la nef, où s’ouvre une abside semi-circulaire peu profonde cernée d’un déambulatoire. Les baies et les arcades sont à arc brisé. Le portail occidental (l’église est orientée), construit en pierre blanche, est supporté par des colonnes pansues et orné d’un bas-relief représentant des biches se désaltérant. 
L’église Notre-Dame-du-Perpétuel-Secours (Onze-Lieve-Vrouw Altijddurende Bijstand), de 1925, sise à Deurne-Nord, est une petite église à vaisseau unique de huit travées et à chœur clos d’un mur plat. La façade cimentée est ornée de bas-reliefs figurant les quatre évangélistes. Voûtée en berceau surbaissé, la nef sert aujourd'hui de salle de gymnastique à l’école primaire attenante. Près du pignon de la façade s’élève un petit campanile circulaire avec toiture en cloche et flèche singulière.

### Maisons

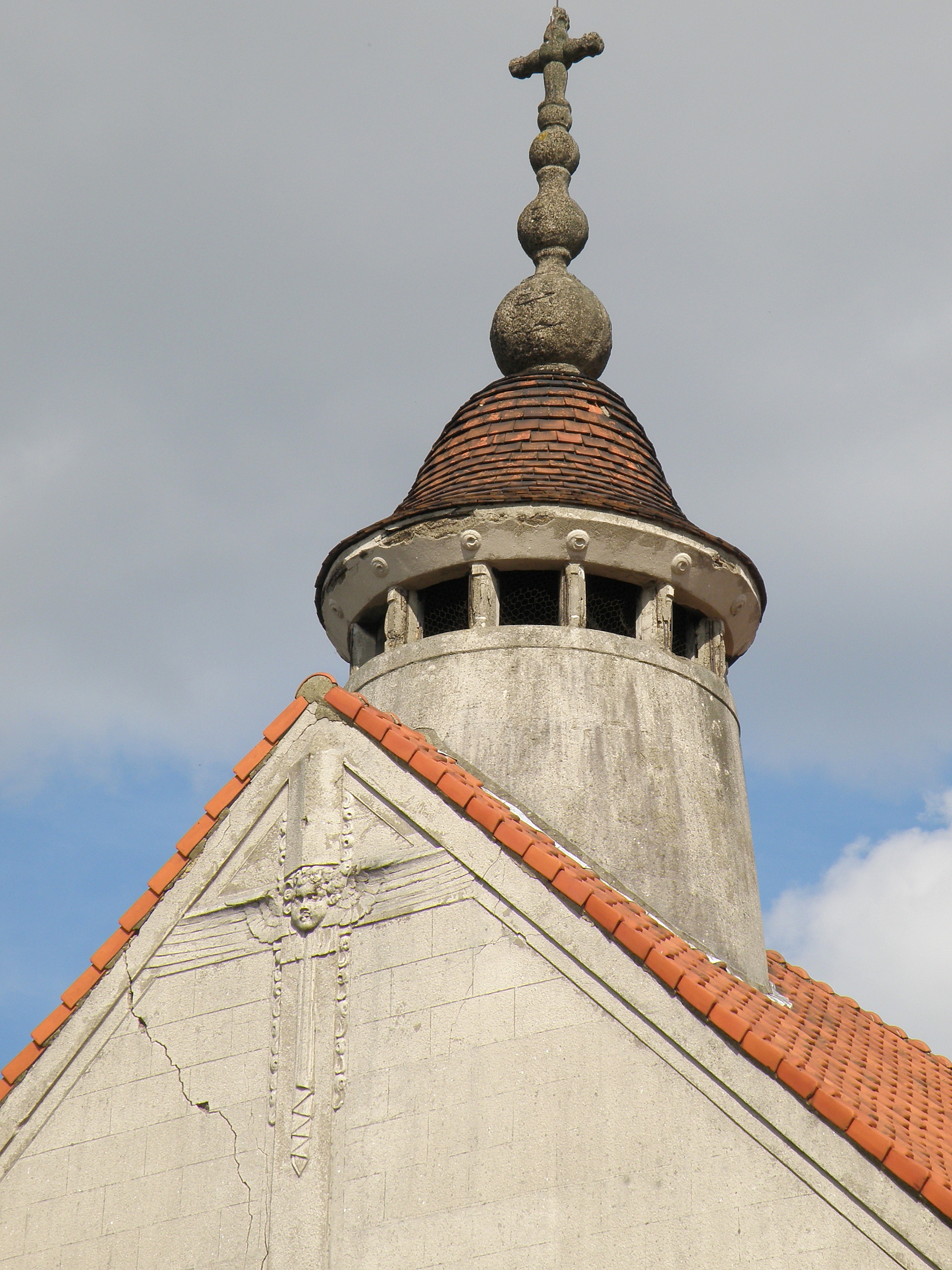
Égl. N.-D.-du-Perpétuel-Secours de Deurne.

Parmi les maisons individuelles conçues par Huygh, il convient de mentionner sa propre maison particulière sise au n°176 de la Boekenberglei, dans la banlieue anversoise, réalisée en 1923. Cet édifice de trois étages combine habilement, et d’une manière très originale et personnelle, les influences du style viennois dit Sezession et celles de l’école d’Amsterdam. Les deux niveaux inférieurs ― un rez-de-chaussée assez bas, au parement de pierre blanche, et un bel-étage d’une hauteur imposante, en brique ― sont surmontés de deux pseudo-lucarnes de deux étages, faites en une variété de pierre jaunâtre, s’élevant devant une imitation de toit (quasi verticale) couverte de tuiles rouges. Les baies, étroites et allongées, présentent des fenêtres à petits-carreaux. L’impression romantique qui se dégage de l’ensemble est renforcé par des ornements sculpturaux (abeilles, frondaisons, volutes), taillés dans la pierre, entourant la porte d’entrée centrale et couvrant les allèges à la base des pseudo-lucarnes. 
À relever aussi une maison individuelle sise Van Breestraat, près du centre historique d’Anvers, construite en style Art déco en 1923. L’édifice de deux étages, au toit pseudo-mansardé, est de brique, avec usage abondant de pierre blanche comme parement du rez-de-chaussée et du troisième étage, pour les éléments structurants de la logette sur cul-de-lampe du premier étage, et pour les décorations sculptées dispersées dans la façade.
Mérite mention enfin la maison individuelle située Hazelarenstraat, dans la moyenne banlieue sud-ouest d’Anvers, de style Art déco, datée de 1928. Construite en brique, sur soubassement de pierre bleue, elle comporte deux étages et sept travées étroites marquées, aux deux niveaux inférieurs, par des sortes de lésènes ; au deuxième étage, sept fenêtres carrées occupent les cinq travées centrales, et sont surmontées d’un fronton cimenté orné d’un écusson sculpté.

### Bâtiment scolaire

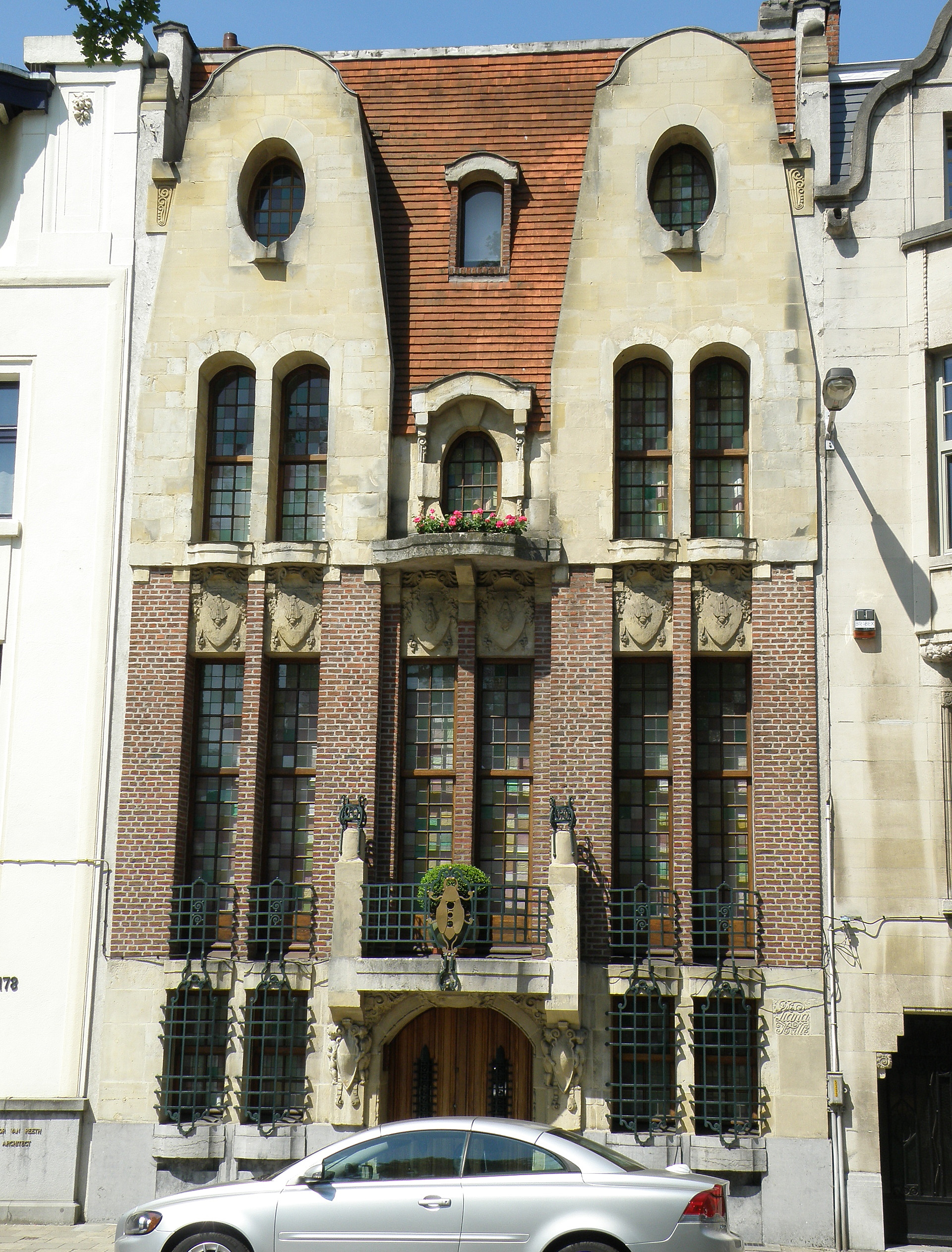
Maison personnelle de l'architecte, dénommée Lianahalle, à Deurne.

Le bâtiment du collège Saint-Liévin, dans le centre d’Anvers, dont les plans furent fournis en 1932 conjointement par Jef Huygh, Florent Van Reeth et Jan Smits, présente sur rue une longue façade de quatre étages, d’un style Art déco tardif, essentiellement en brique, où ― hormis le dernier étage, résolument horizontal par son alignement de baies et sa moulure régnant sur l’ensemble ― prédominent les lignes verticales, matérialisées par deux tourelles à escalier semi-circulaires en verre, et par des façons de pilastres en pierre marquant la vingtaine de travées que compte l’édifice, pilastres s’interrompant à la base du dernier étage et couronnés de statues représentant des évêques flamands, de la main du sculpteur (et architecte) Albert Poels. La travée d’accès, située à droite, se termine par une ébauche de tour sous toit en croupe.

### Autre
Il convient enfin de signaler la réalisation en 1924 d’un théâtre, dit autrefois Gildenhuis, mais appelé aujourd'hui Théâtre Jef Huygh, à Deurne-Sud, à proximité de l’église Saint-Roch. La salle de spectacle, où, sur des gradins de béton dépourvus de sièges, peuvent prendre place 600 personnes, se caractérise par une ossature de béton apparente et la présence de quelques éléments mauresques, possibles réminiscences du séjour de Huygh en Espagne. Paradoxalement, un incendie survenu en 1996, qui détruisit les divers remaniements effectués au fil des décennies, tels que plafonds surbaissés et revêtements de menuiserie, permit de restaurer l’état d’origine, c'est-à-dire de faire réapparaître l’élégant jeu des poutres de béton et des maçonneries porteuses, malencontreusement soustraites au regard. Une troupe de théâtre, le Atelier Theater, y a pris ses quartiers depuis 1968.